# Розо-Репідс 2A
Розо-Репідс 2A (англ. Roseau Rapids 2A) — індіанська резервація в Канаді, у провінції Манітоба, у межах муніципалітету Емерсон-Франклін.

## Населення
За даними перепису 2016 року, індіанська резервація нараховувала 114 осіб, показавши зростання на 6,5%, порівняно з 2011-м роком. Середня густина населення становила 12,6 осіб/км².
З офіційних мов обидвома одночасно не володів жоден з жителів, тільки англійською — 115. Усього 10 осіб вважали рідною мовою не одну з офіційних, з них усі — одну з корінних мов.
Працездатне населення становило 35,7% усього населення, рівень безробіття — 40%.

## Клімат
Середня річна температура становить 2,7°C, середня максимальна – 23,9°C, а середня мінімальна – -24°C. Середня річна кількість опадів – 588 мм.
| Клімат поселення                              | Клімат поселення | Клімат поселення | Клімат поселення | Клімат поселення | Клімат поселення | Клімат поселення | Клімат поселення | Клімат поселення | Клімат поселення | Клімат поселення | Клімат поселення | Клімат поселення | Клімат поселення |
| Показник                                      | Січ.             | Лют.             | Бер.             | Квіт.            | Трав.            | Черв.            | Лип.             | Серп.            | Вер.             | Жовт.            | Лист.            | Груд.            |                  |
| Середній максимум, °C                         | −11,49           | −7,3             | 0,06             | 10,12            | 18,24            | 23,13            | 23,92            | 23,11            | 17,74            | 10,59            | 0,20             | −9,07            |                  |
| Середня температура, °C                       | −17,72           | −13,6            | −6,2             | 3,87             | 11,98            | 16,88            | 19,10            | 18,29            | 12,92            | 5,75             | −4,64            | −13,89           |                  |
| Середній мінімум, °C                          | −23,99           | −19,82           | −12,44           | −2,4             | 5,72             | 10,62            | 14,28            | 13,47            | 8,09             | 0,94             | −9,46            | −18,7            |                  |
| Норма опадів, мм                              | 21               | 14               | 22               | 28               | 81               | 104              | 87               | 76               | 53               | 49               | 31               | 22               |                  |
| Середньомісячна швидкість вітру, м/с          | 4.20             | 4.20             | 4.39             | 4.50             | 4.50             | 4.00             | 3.50             | 3.70             | 4.10             | 4.40             | 4.40             | 4.30             |                  |
| Середньомісячна сонячна радіація, кДж/м²·день | 4333             | 7560             | 12438            | 16988            | 19824            | 21045            | 21582            | 18405            | 12856            | 7623             | 4307             | 3164             |                  |
| --------------------------------------------- | ---------------- | ---------------- | ---------------- | ---------------- | ---------------- | ---------------- | ---------------- | ---------------- | ---------------- | ---------------- | ---------------- | ---------------- | ---------------- |
| Джерело:                                      |                  |                  |                  |                  |                  |                  |                  |                  |                  |                  |                  |                  |                  |